# 原子单位制
原子单位制（英語：atomic unit，au）是一套广泛应用于原子物理学中的单位制，在研究电子的相关性质时，应用得尤为广泛。有两套不同的原子单位制：哈特里单位制与里德伯单位制。两者的主要区别在于质量单位与电荷单位的选取。下面主要介绍哈特里单位制，在这种单位制中，根据定义，以下的六个物理学常量的数值均为1。
- 电子的两个性质：静质量与电荷；
- 氫原子的两个性质：玻尔半径与基态电势能的绝对值；
- 两个物理常數：约化普朗克常数与库仑定律中的常数。

要注意，天文单位的缩写也是“au”，不要混淆。

## 基本单位
| 基本单位   | 基本单位       | 基本单位                                               | 基本单位                   | 基本单位         |
| ---------- | -------------- | ------------------------------------------------------ | -------------------------- | ---------------- |
| 物理量     | 名称           | 符号                                                   | 国际单位制的值             | 普朗克單位制的值 |
| 质量       | 电子静质量     | {\displaystyle m_{e}}                                  | 9.109 3826(16)×10−31 kg    | 10−8 kg          |
| 长度       | 玻尔半径       | {\displaystyle a_{0}=\hbar /(m_{e}c\alpha )}           | 5.291 772 108(18)×10−11 m  | 10−35 m          |
| 電荷       | 基本电荷       | {\displaystyle e}                                      | 1.602 176 53(14)×10−19 C   | 10−18 C          |
| 角动量     | 约化普朗克常数 | {\displaystyle \hbar =h/(2\pi )}                       | 1.054 571 68(18)×10−34 J s | （相同）         |
| 能量       | 哈特里能量     | {\displaystyle E_{h}=m_{\mathrm {e} }c^{2}\alpha ^{2}} | 4.359 744 17(75)×10−18 J   | 109 J            |
| 静电力常数 | 库仑常数       | {\displaystyle 1/(4\pi \epsilon _{0})}                 | 8.987551787×109 C−2 N m2   | （相同）         |

这六个量并不相互独立，要使得它们的数值全部变为1，只需要令其中任意四个量变为1即可。例如，可以将除了哈特里能量与库仑常数之外的四个量归一化，那么这两个量也会自然地被归一化。

## 部分导出单位
| 导出单位 | 导出单位                                          | 导出单位                      | 导出单位         |
| -------- | ------------------------------------------------- | ----------------------------- | ---------------- |
| 物理量   | 表达式                                            | 国际单位制的值                | 普朗克單位制的值 |
| 时间     | {\displaystyle \hbar /E_{\mathrm {h} }}           | 2.418 884 326 505(16)×10−17 s | 10−43 s          |
| 速度     | {\displaystyle a_{0}E_{\mathrm {h} }/\hbar }      | 2.187 691 2633(73)×106 m s−1  | 108 m s−1        |
| 力       | {\displaystyle E_{\mathrm {h} }/a_{0}}            | 8.238 7225(14)×10−8 N         | 1044 N           |
| 电流     | {\displaystyle eE_{\mathrm {h} }/\hbar }          | 6.623 617 82(57)×10−3 A       | 1026 A           |
| 温度     | {\displaystyle E_{\mathrm {h} }/k_{\mathrm {B} }} | 3.157 7464(55)×105 K          | 1032 K           |
| 压强     | {\displaystyle E_{\mathrm {h} }/{a_{0}}^{3}}      | 2.942 1912(19)×1013 N m−2     | 10114 Pa         |

## 与普朗克单位制的对比
普朗克單位制与原子单位制都是从物理世界的基本属性出发而产生的，都不具有“人类中心”的特点。上面的两个表格很好地展示了国际单位制、普朗克单位制与原子单位制在数量级上的差异。总的来说，当原子单位在SI单位制下显得很“大”时，相应的普朗克单位会显得很“小”，反之亦然。应该记住的是，原子单位是针对当今宇宙的原子尺度的计算而设计的，而普朗克单位制则适合处理量子引力与研究早期宇宙的物理宇宙学的问题。
原子单位制与普朗克单位制都将约化普朗克常数与真空電容率定為一。除此之外，普朗克单位制还对与廣義相對論和宇宙学密切相关的两个常数定為一：万有引力常数G与真空光速c。用α表示精细结构常数，则在原子单位制下，c的值为α−1 ≈ 137.036。
相比之下，原子单位制则将电子的质量与电荷定為一，同样被定為一的还有氢原子的玻尔半径a0。这时，里德伯常量R∞的值就会变为4π/α = 4πc。在原子单位制下，玻尔磁子μB=1/2，而在普朗克单位制下相应的值为e/2me。最后，原子单位制将原子能量单位定為一，而普朗克单位制则选择将联系能量与温度的波茲曼常數k定為一。

## 简.
（磁场的原子单位的定义有多种方法。上面的麦克斯韦方程组采用了“高斯规范”，这使得平面波的电场与磁场在原子单位制下有着相同的数值，而在“洛仑兹力规范”下，因子α被吸收到磁感应强度B中。）